# Leptothyra gestroi
Yaronia gestroi là một loài ốc biển, là động vật thân mềm chân bụng sống ở biển thuộc họ Colooniidae.